# Biserica de lemn din Stăncești-Larga

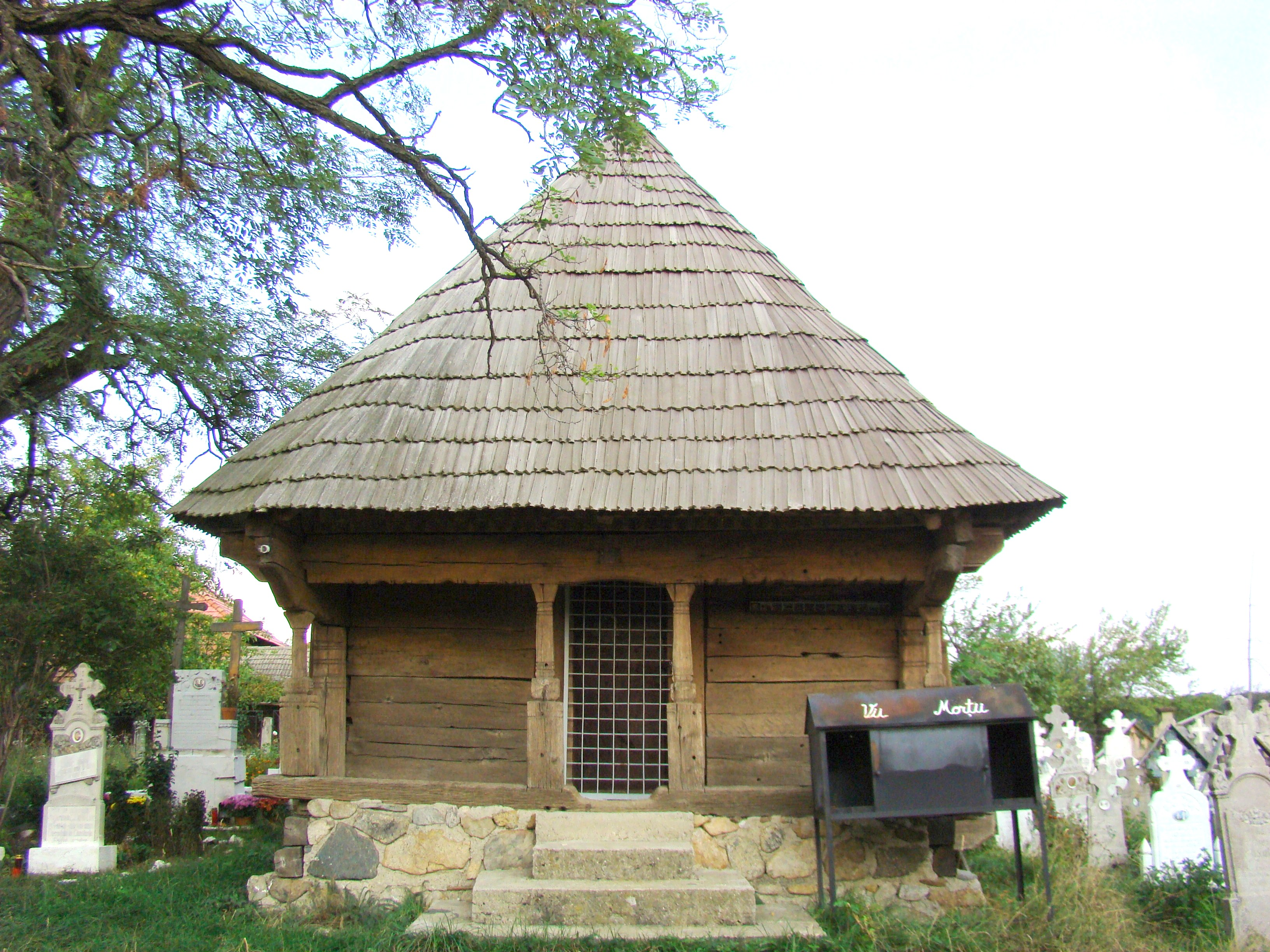
Biserica de lemn „Sfinții Voievozi” din Stănceşti-Larga, comuna Muşeteşti, județul Gorj, foto: septembrie 2009.

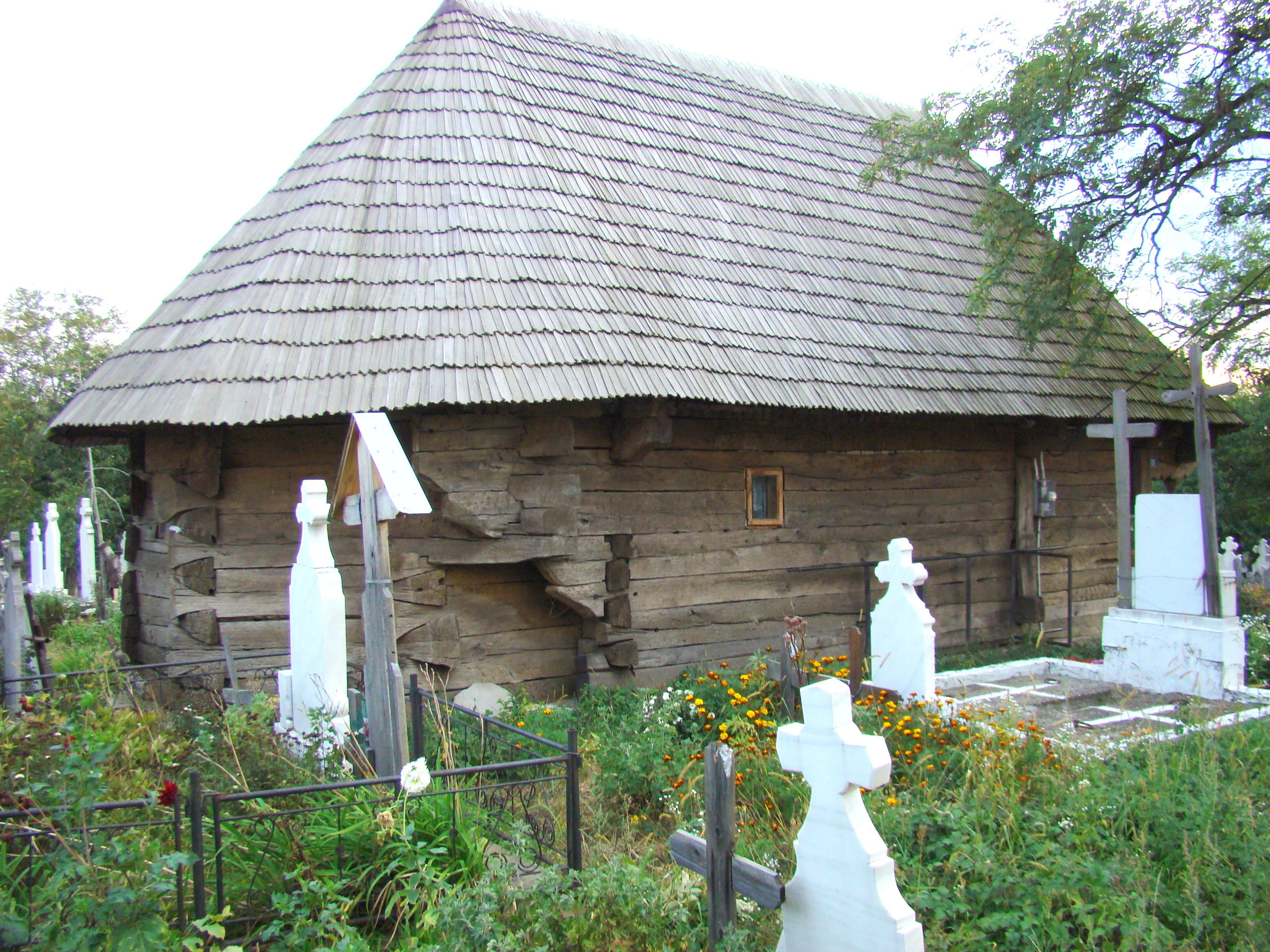
Biserica (nord-est)

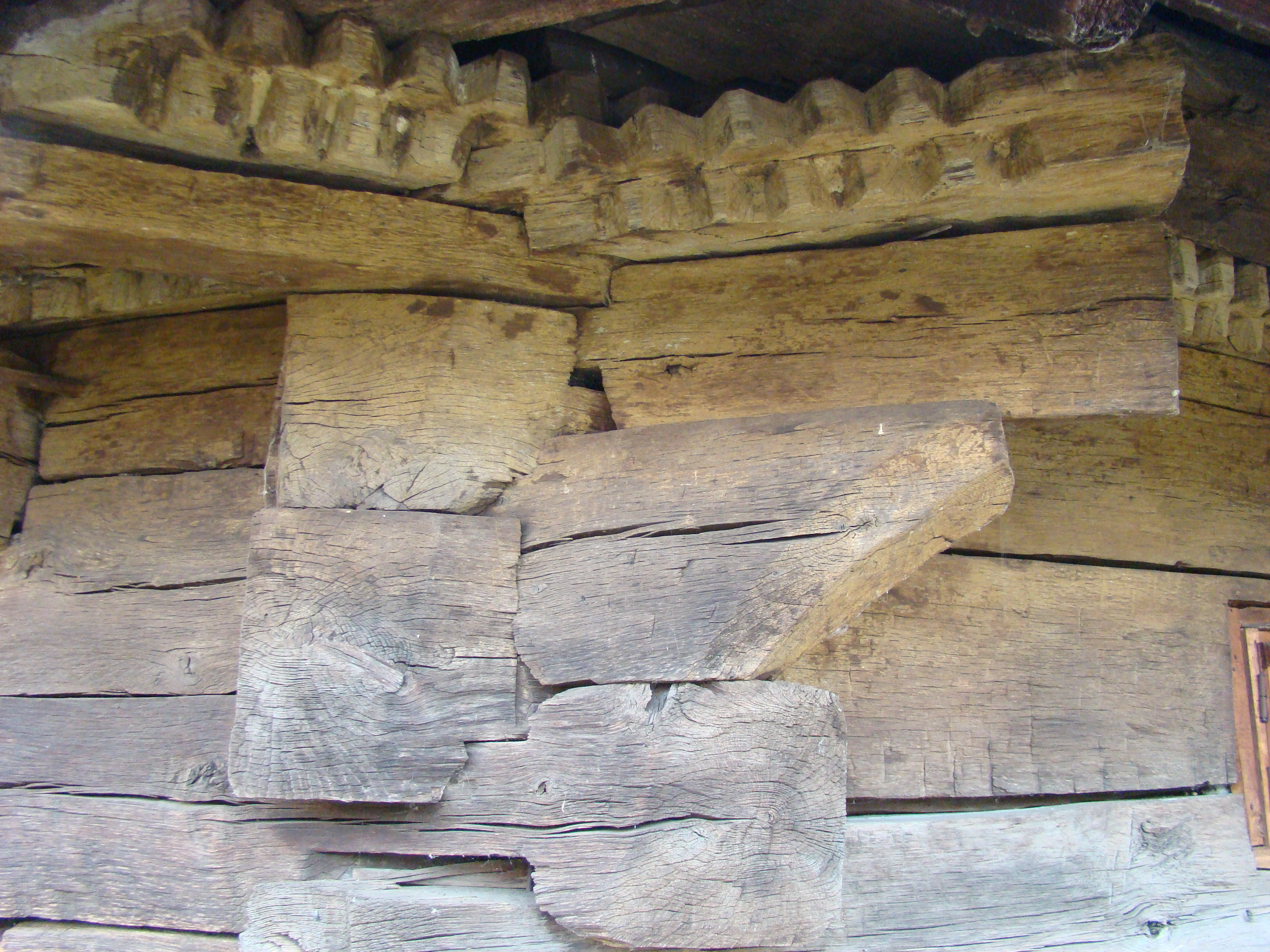
Console și cosoroaba streașinii ornamentată cu două șiruri de crestături

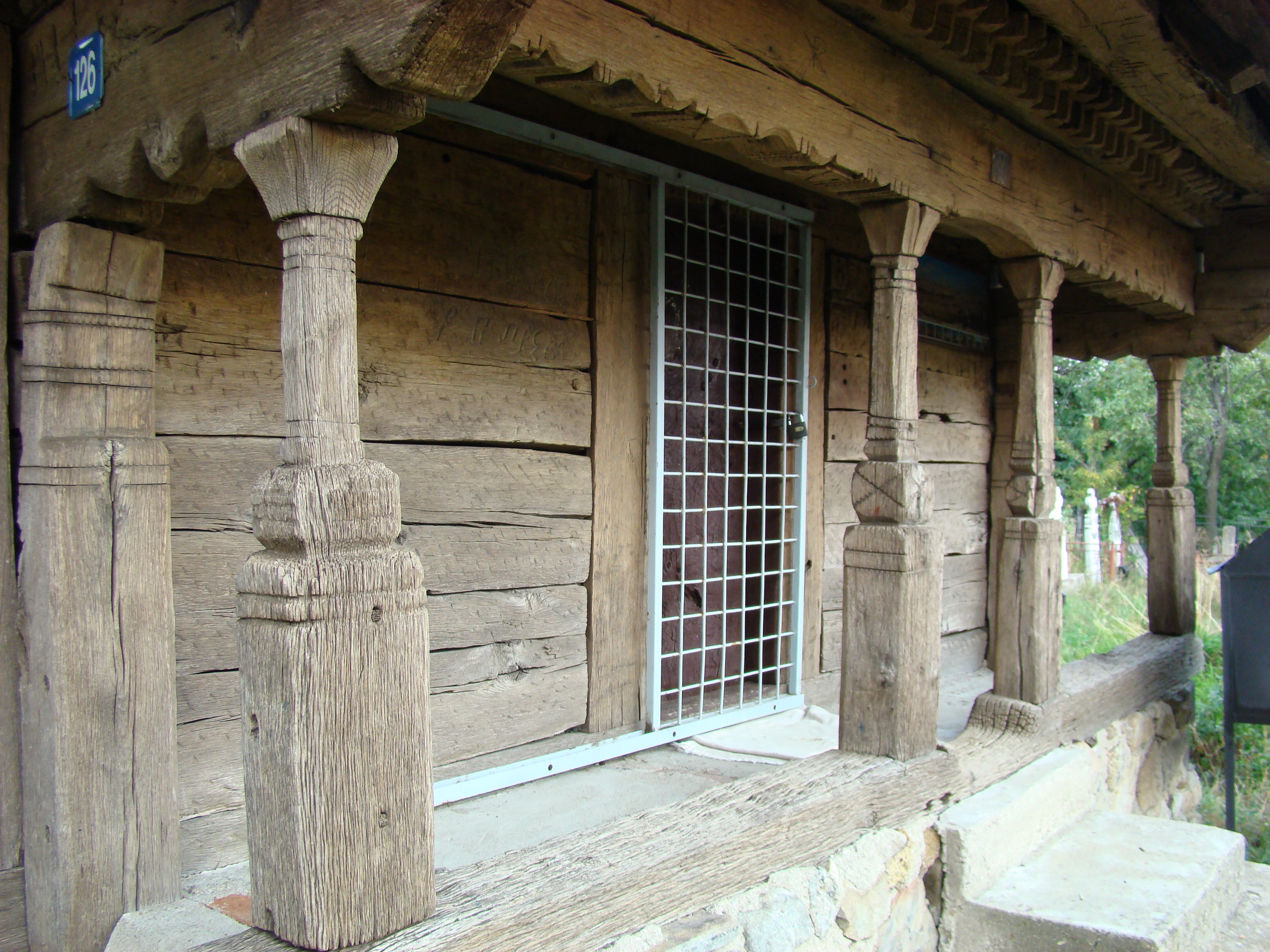
Prispa, cu stâlpii sculptaţi, cu motivul „mărului” la baza fusului şi volum prismatic la capitel

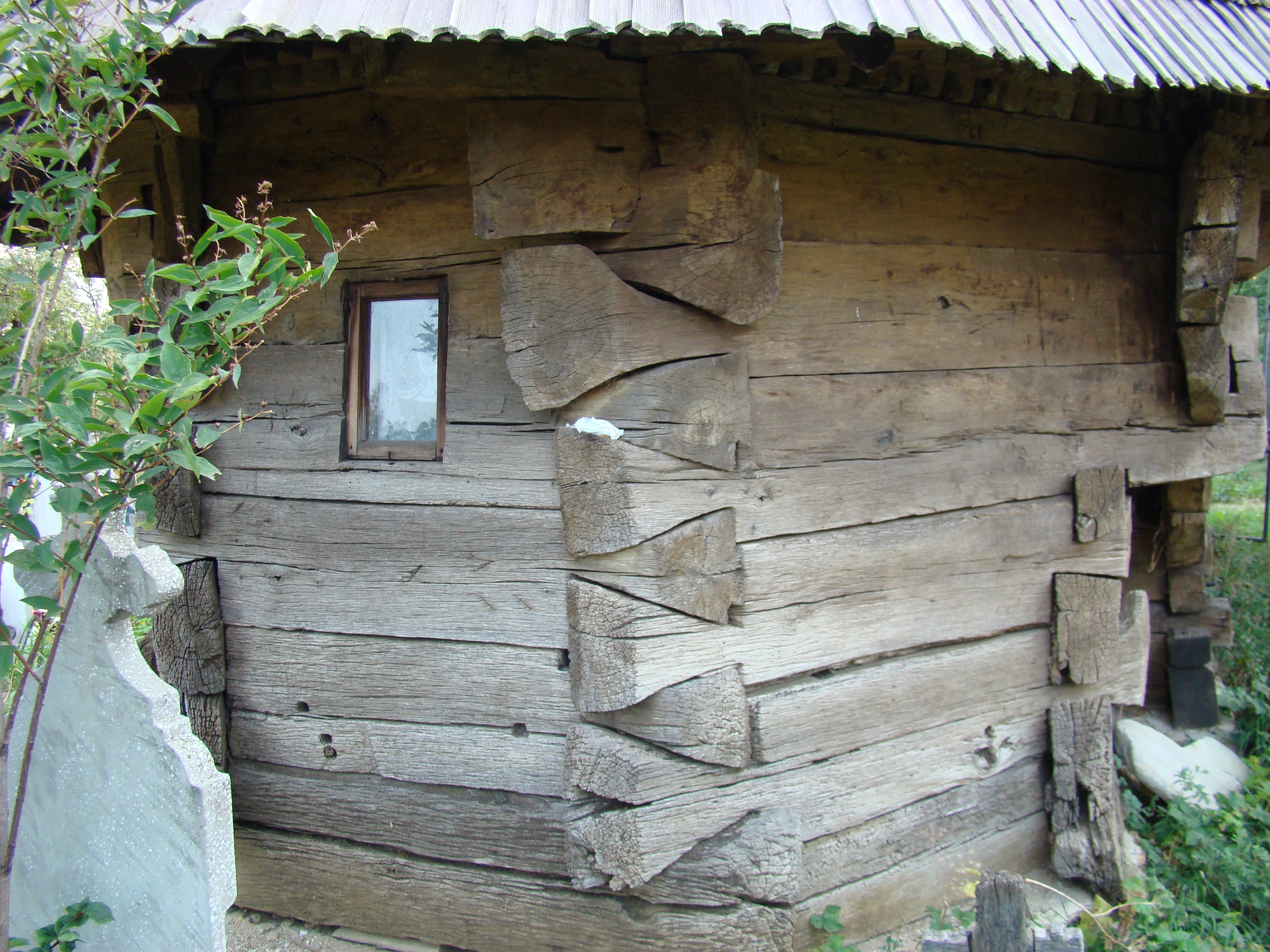
Absida altarului

Biserica de lemn din Stăncești-Larga, comuna Mușetești, județul Gorj, a fost construită în 1730. Are hramul „Sfinții Voievozi”. Monument istoric, cod LMI GJ-II-m-B-09384.

## Istoric și trăsături
Conform tradiției orale, dar și catagrafiei de la 1840, actul ctitoricesc ar fi fost realizat de o femeie: Gherghina Vrăjitoarea. Tot conform tradiției, lemnele de stejar pentru construirea bisericii au fost luate din pădurea lui Păsăroi. Datarea bisericii este întemeiată și de arhaismul sistemului constructiv: proporțiile mici ale pereților, lipsa clopotniței de pe acoperiș și îmbinările iscusite în „coadă de rândunică”. Anul unei renovări, „leat 7285” (1776-1777), este incizat  într-o bârnă din dreapta.
Planimetria bisericii: nava dreptunghiulară, de mici dimensiuni (7 m/4,18 m), altarul decroșat în partea de jos, nedecroșat în partea de sus, cu laturi între 1,40 și 1,70 m. Prispa de 0,87 m lățime, de pe latura vestică, a fost obținută prin alungirea temeliei, coroanei și cornișei navei. Ușa este dintr-un singur lemn, având 0,72 m lățime. Elevația interioară: boltă în leagăn peste navă, boltă semicilindrică peste altar, racordată la traseul poligonal prin fâșii curbe.
Pictura frumoasă a fost realizată în „văleatul 7248” (1775-1776), trecut pe sabia Arhanghelului Mihail.

## Imagini

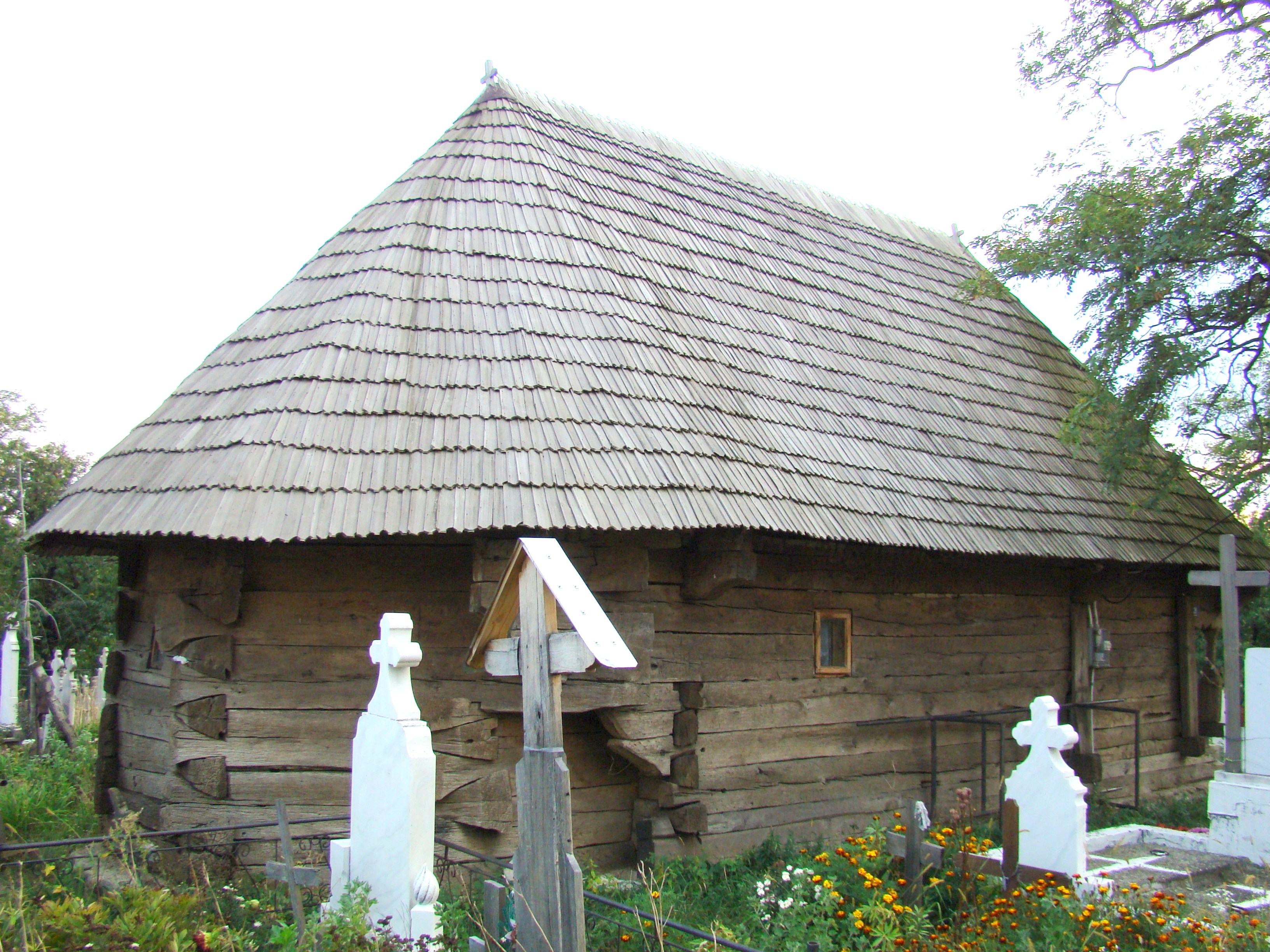
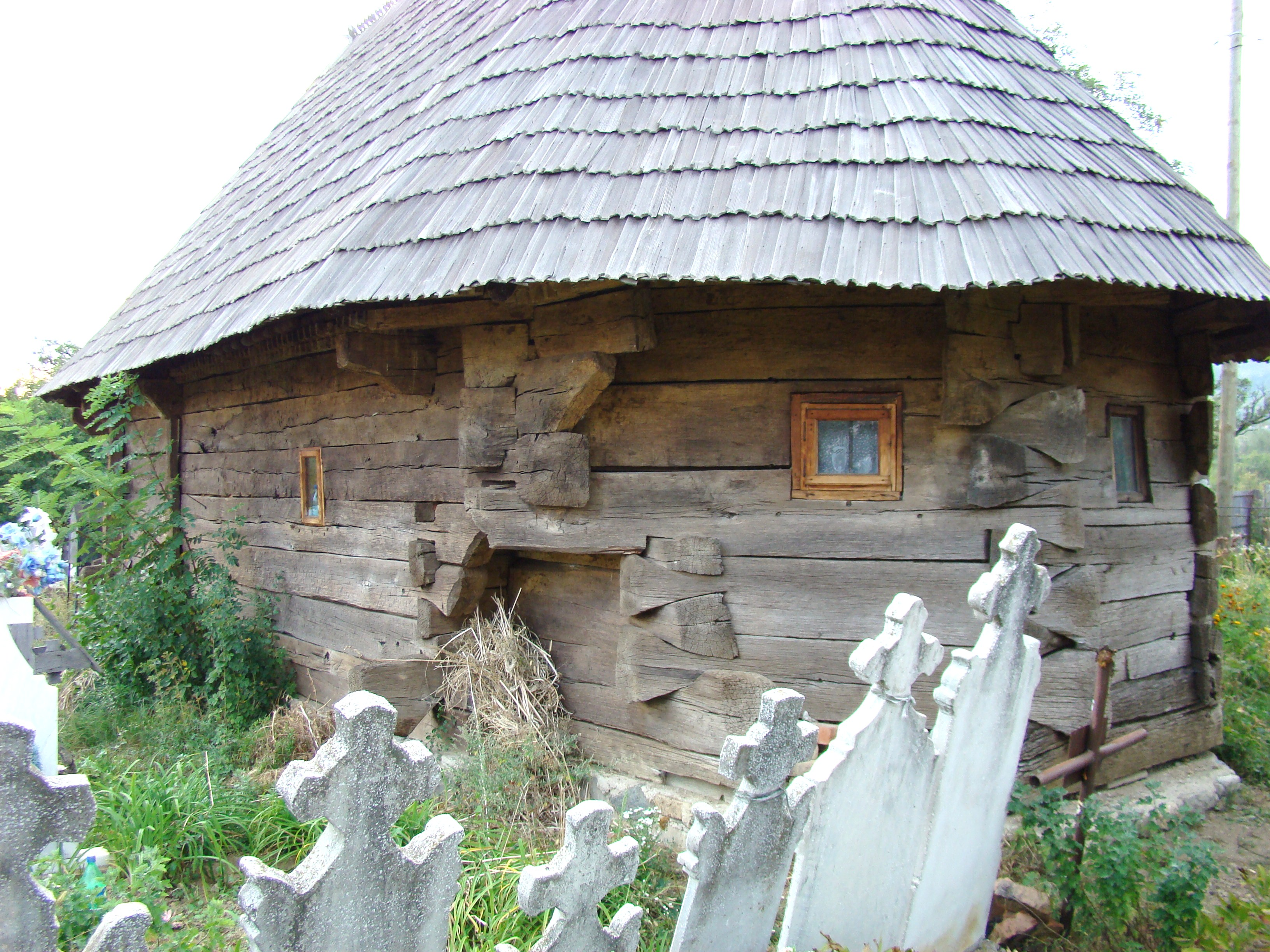
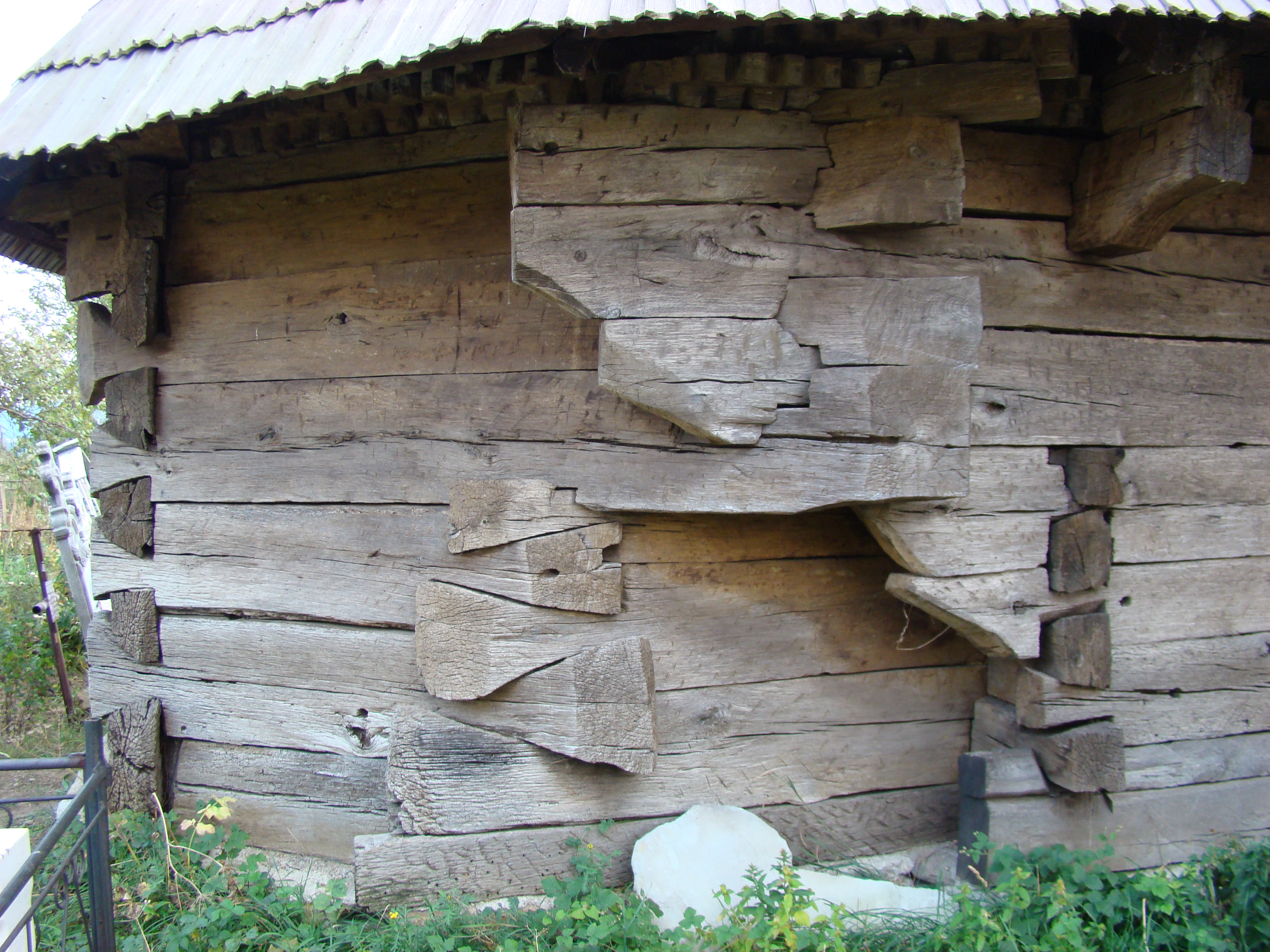
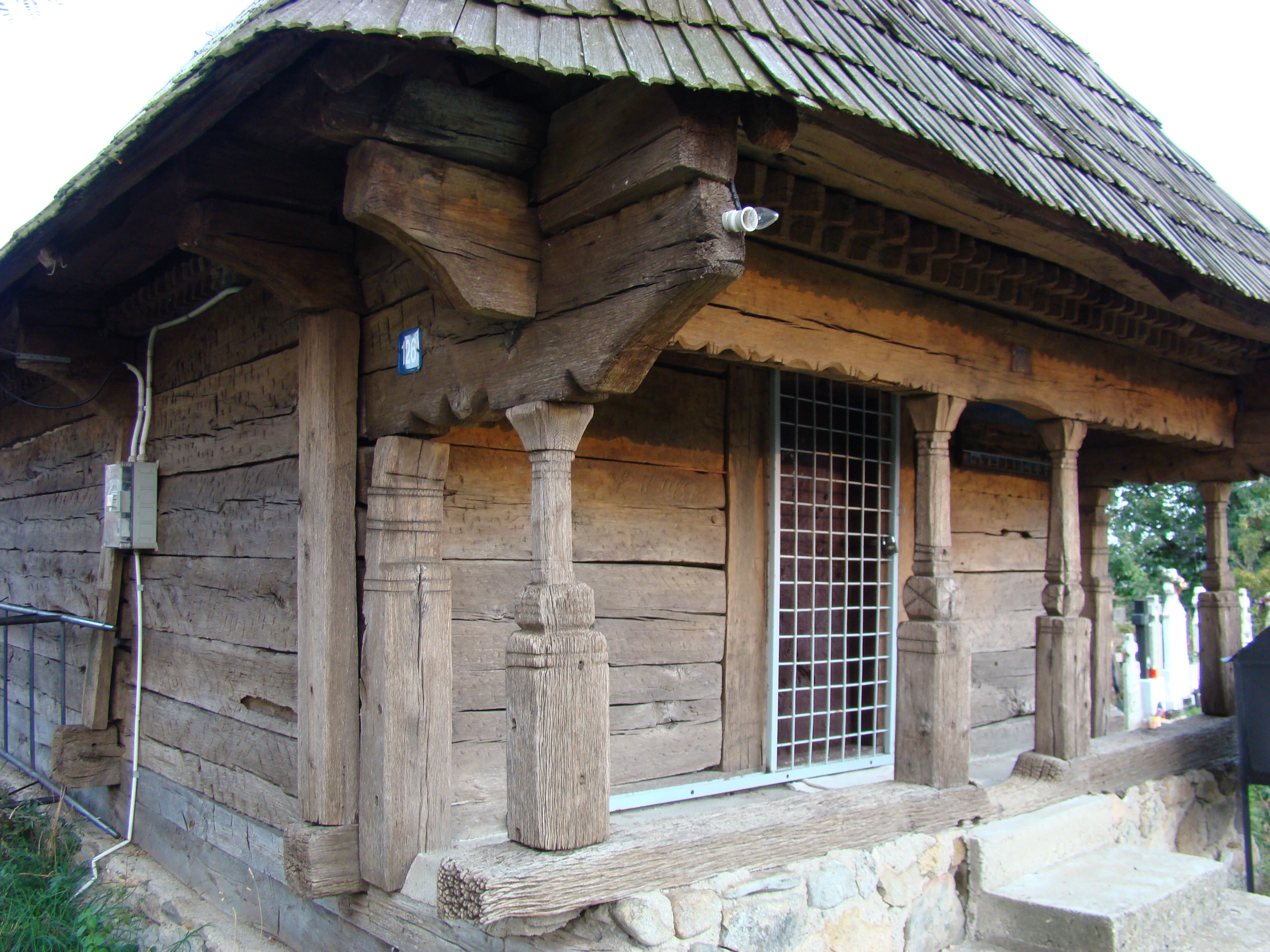
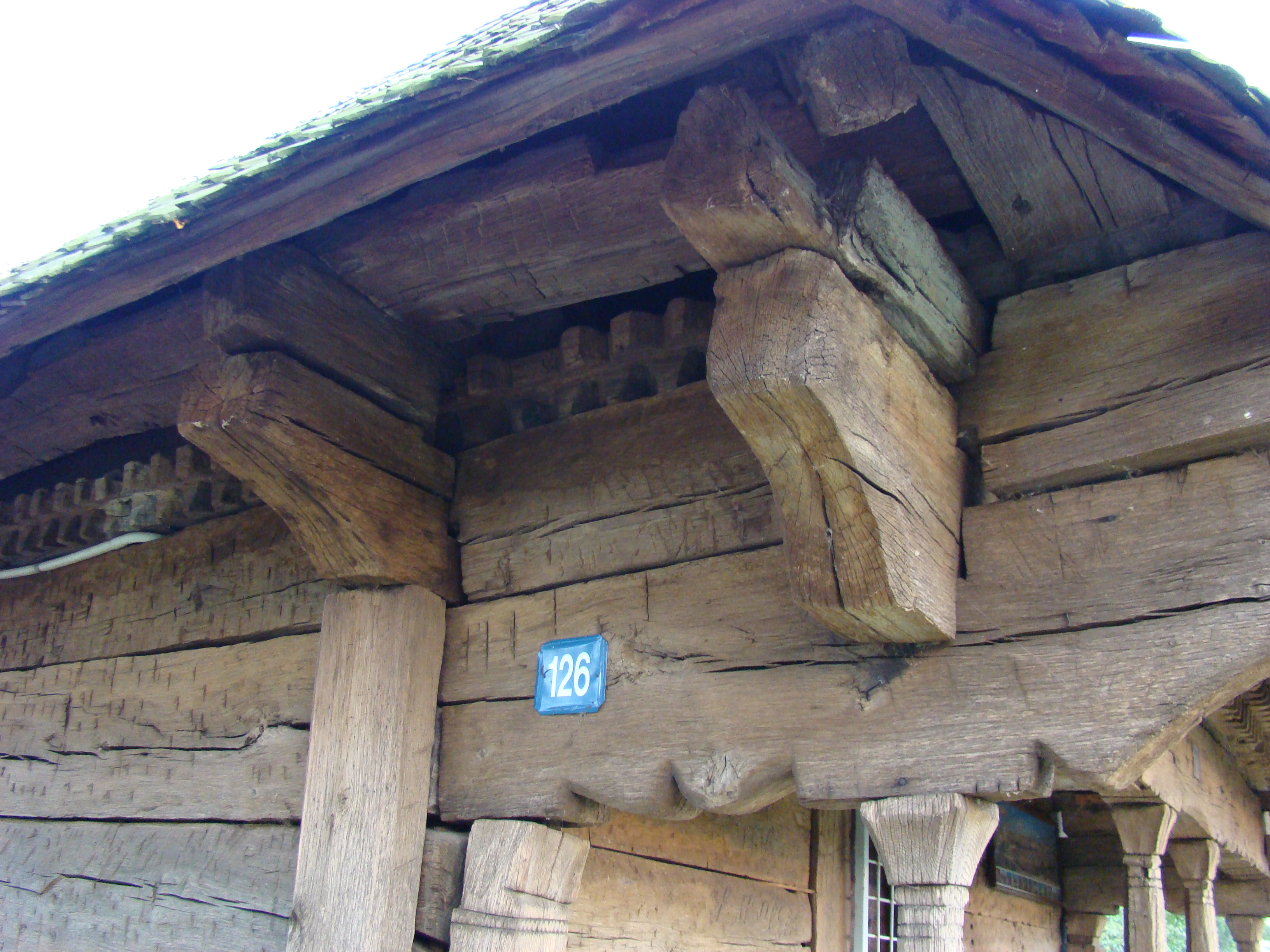
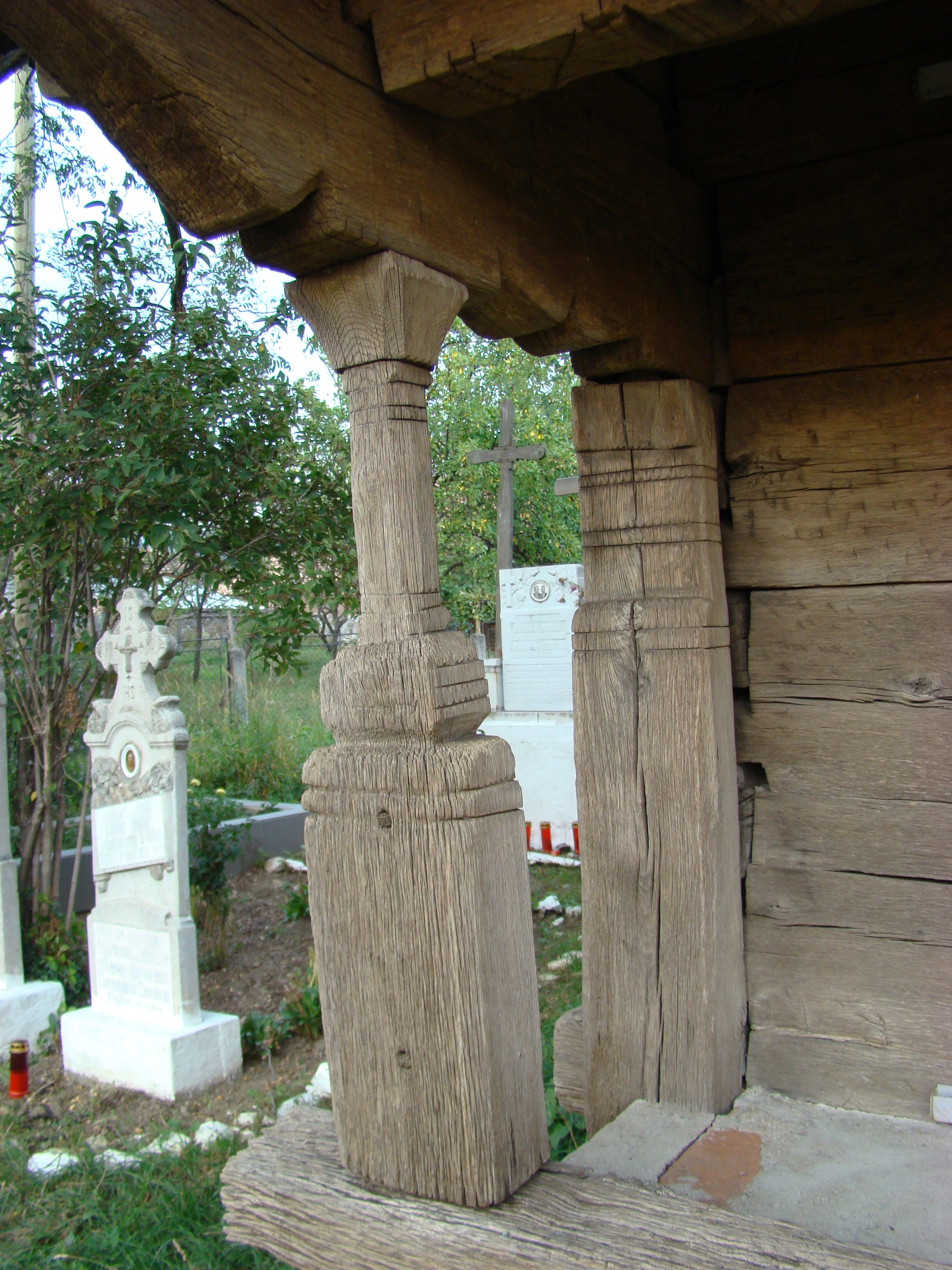
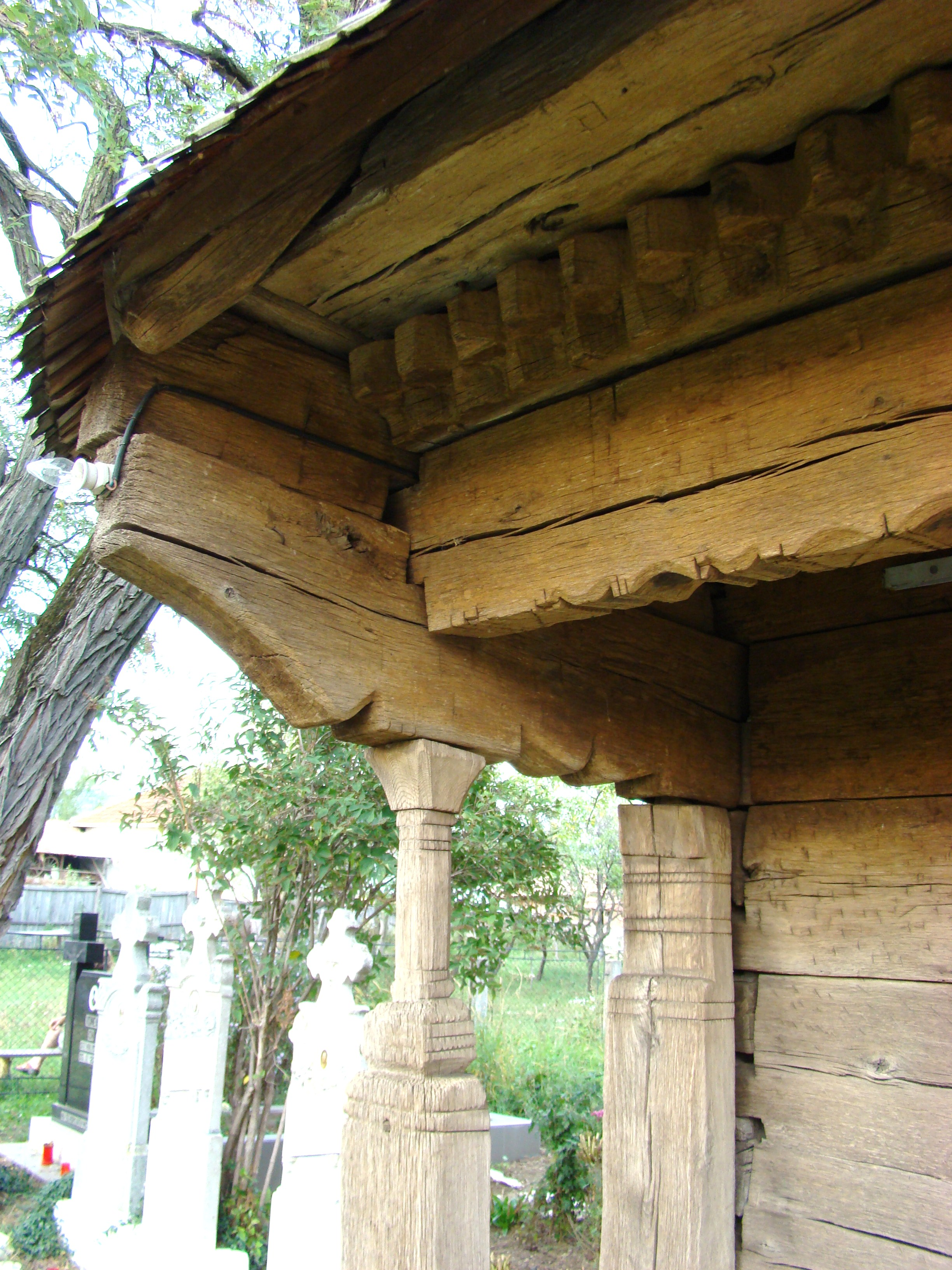
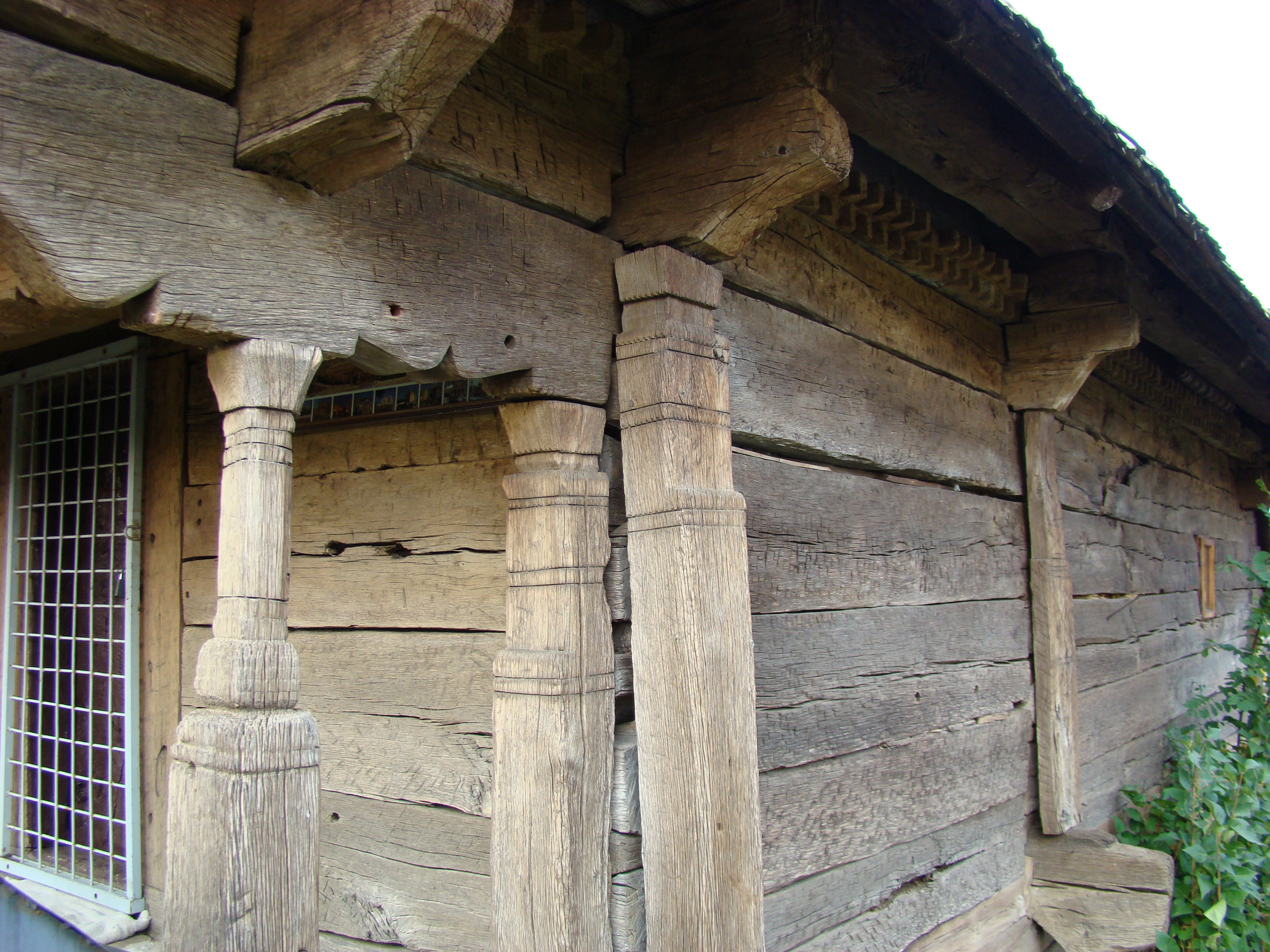
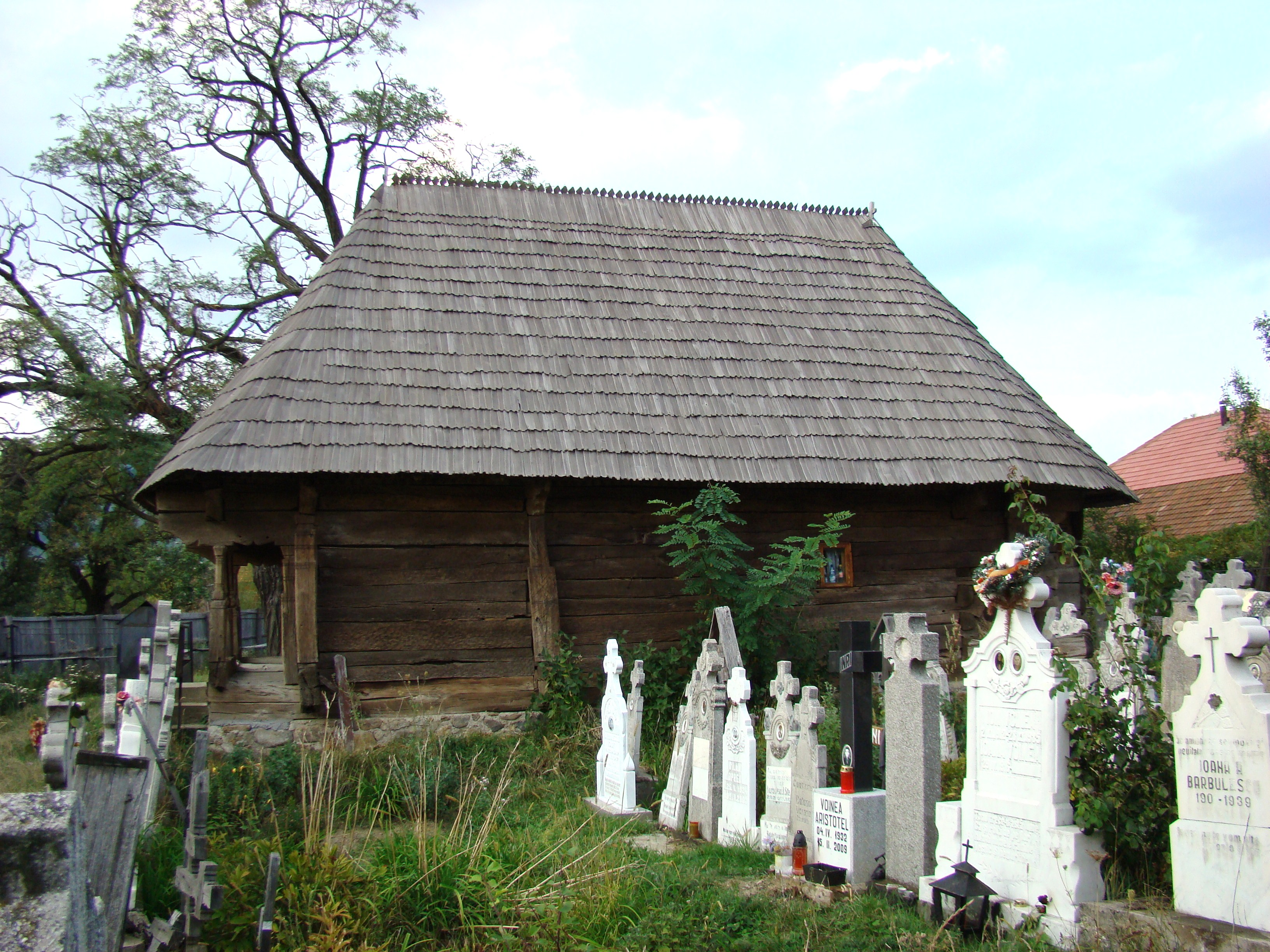
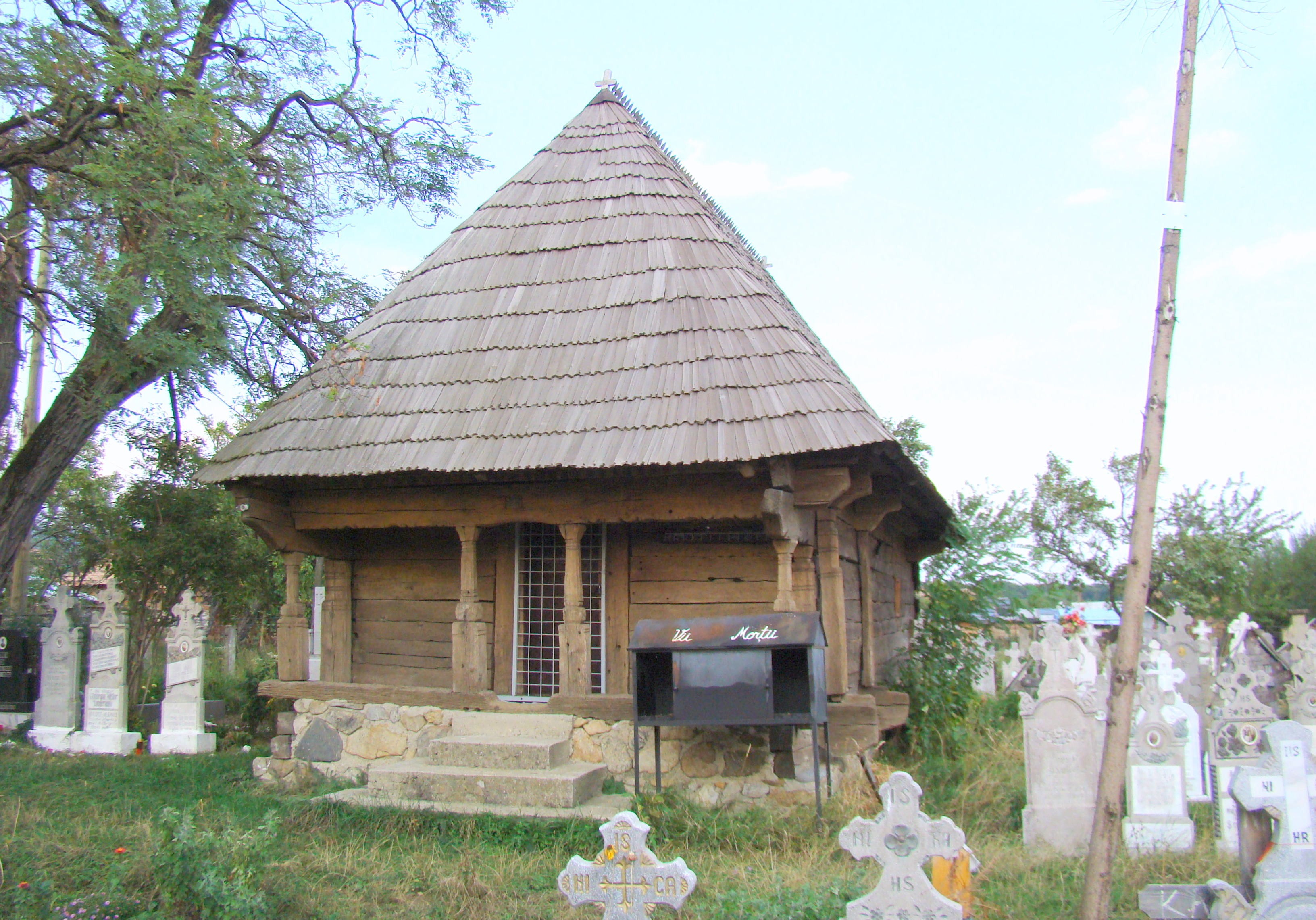
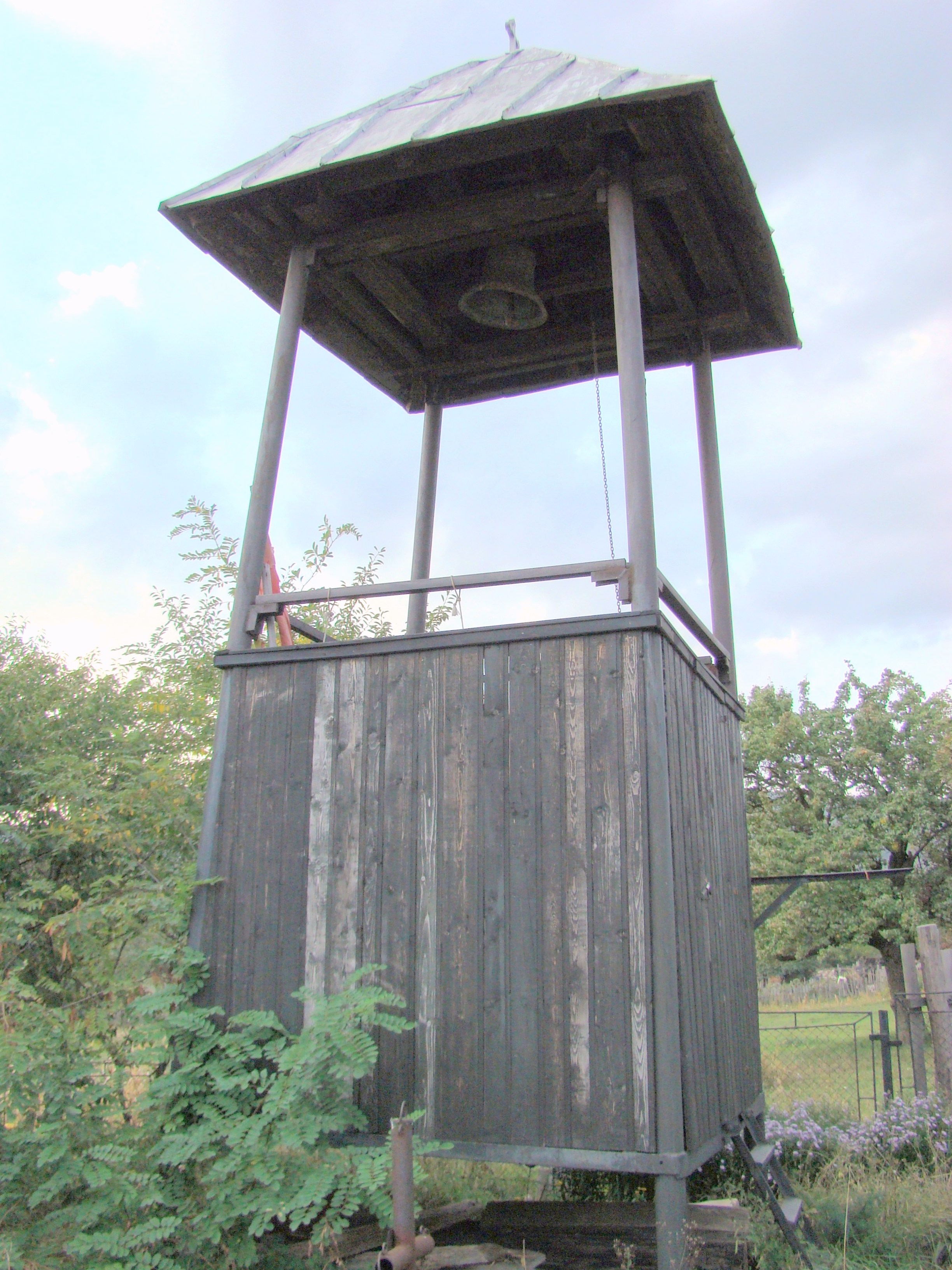
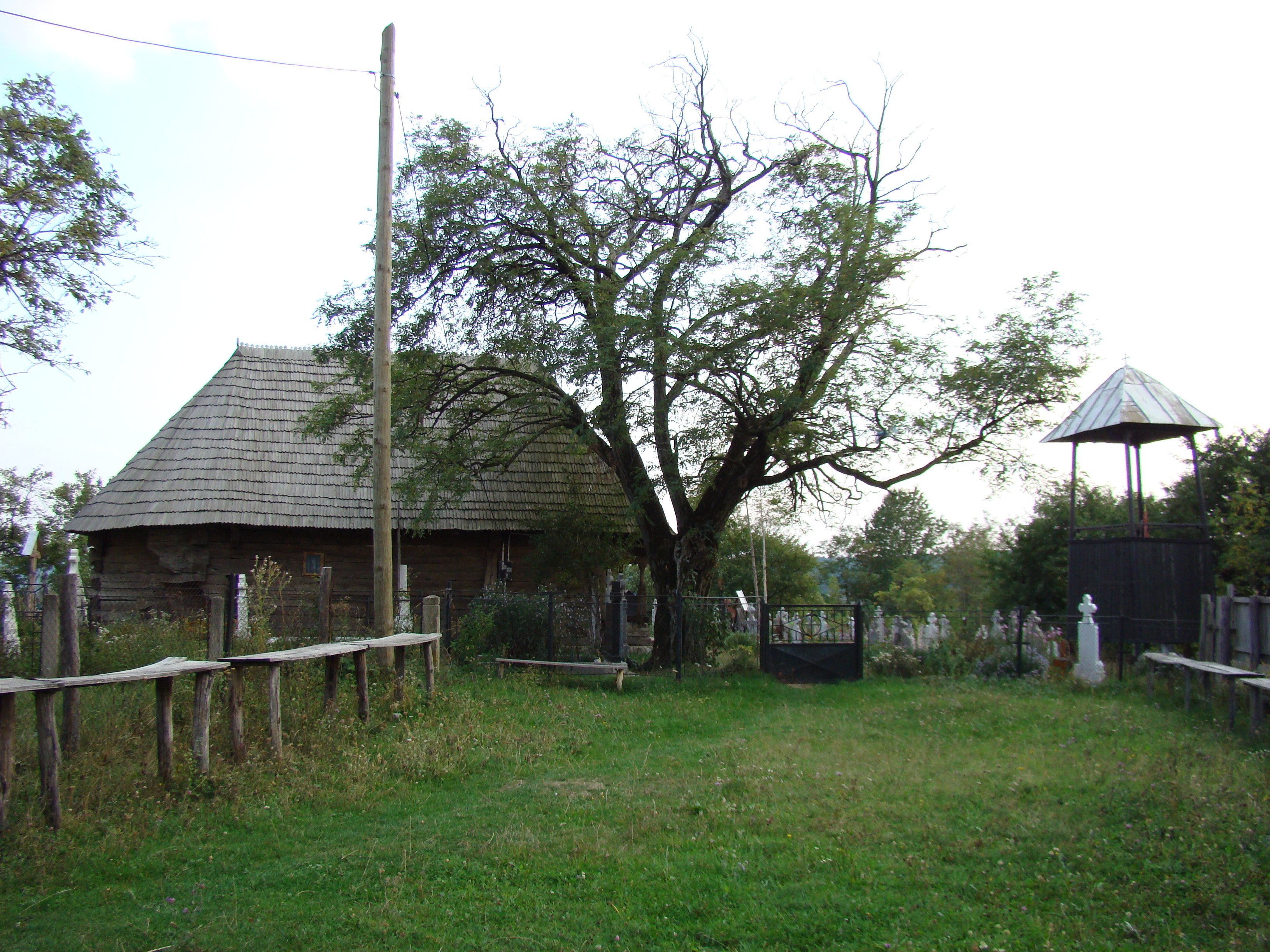